# Edward Hall (bobåkare)
Edward Hall, född den 17 juli 1900 i Milnsbridge och död den 12 maj 1982 i Monte Carlo, var en brittisk bobåkare. Han deltog vid  olympiska vinterspelen 1928 i Sankt Moritz och placerade sig på nionde plats.